# Roodbuiknewtonia
De  roodbuiknewtonia (Newtonia brunneicauda)  is een zangvogel uit de familie Vangidae (vanga's).

## Verspreiding en leefgebied
Deze soort is endemisch in Madagaskar en telt twee ondersoorten:
- N. b. brunneicauda: Madagaskar.
- N. b. monticola: Ankaratra-gebergte.

## Status
De grootte van de populatie is niet gekwantificeerd maar de soort wordt omschreven als erg algemeen in bosgebieden. Op de Rode lijst van de IUCN heeft deze soort de status niet bedreigd.